# 布朗舌鰨
布朗舌鰨為輻鰭魚綱鰈形目鰨亞目舌鰨科的其中一種，為亞熱帶海水魚，分布於東大西洋塞內加爾至安哥拉海域，棲息深度15-40公尺，體長可達40.2公分，棲息在沙泥底質底層水域，以底棲性無脊椎動物為食，生活習性不明，可做為食用魚。

## 扩展阅读
維基物種上的相關：布朗舌鰨